# Tausendgüldenkraut
Das Tausendgüldenkraut (Centaurium) ist eine Pflanzengattung in der Familie der Enziangewächse (Gentianaceae). Seltener wird es unter anderem Hundert- und Tausendguldenkraut (vor allem in Österreich), Bitterkraut, Fieberkraut, Gottesgnadenkraut, Laurinkraut oder Sanktorinkraut genannt. Die früher 50 Arten wurden in vier Gattungen aufgeteilt und so enthält die nach der Art „Tausendgüldenkraut“ benannte Gattung Centaurium seit 2004 nur noch etwa 20 Arten, die hauptsächlich im Mittelmeerraum vorkommen.

## Beschreibung

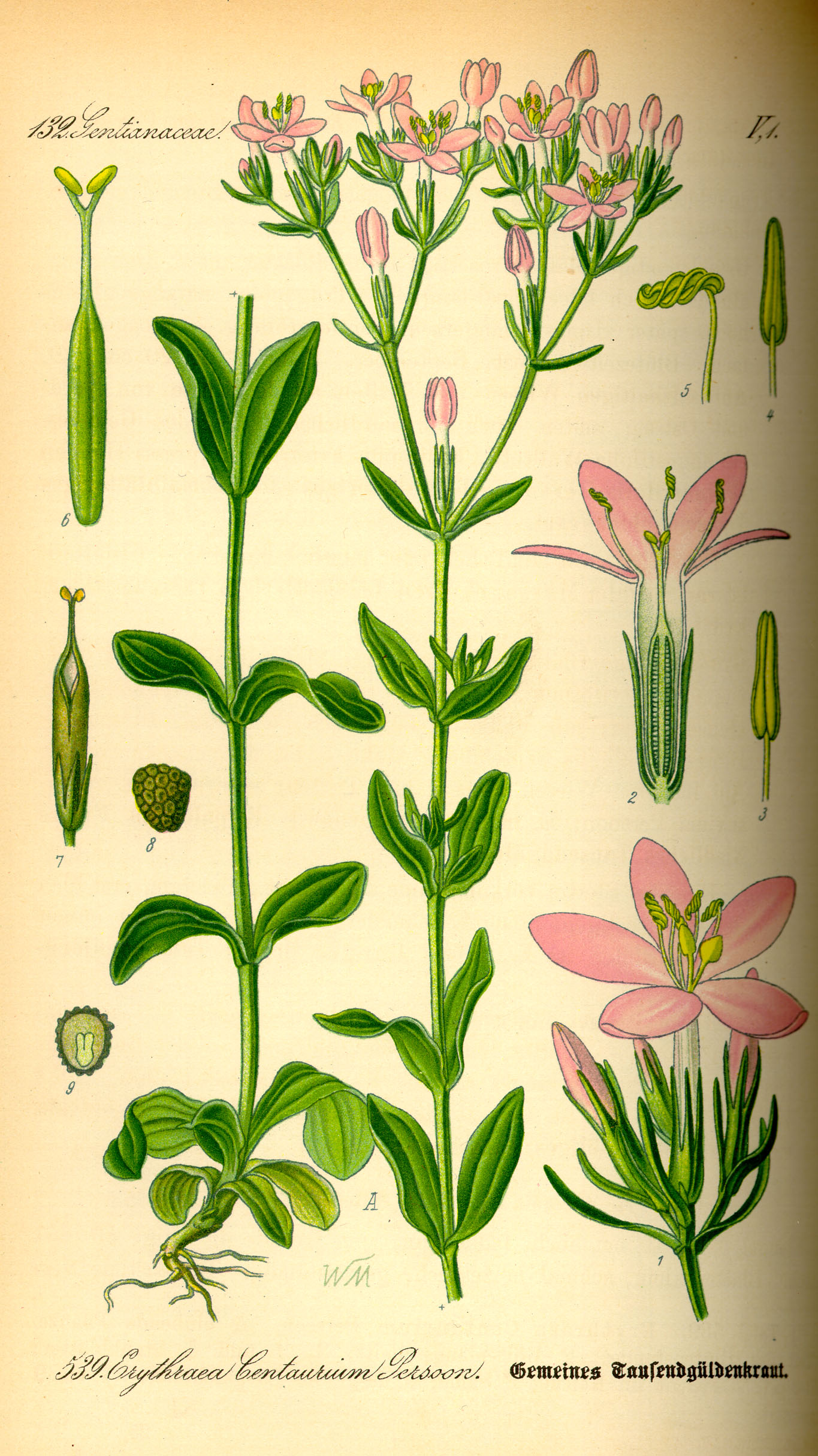
Illustration des Echten Tausendgüldenkrauts (Centaurium erythraea)

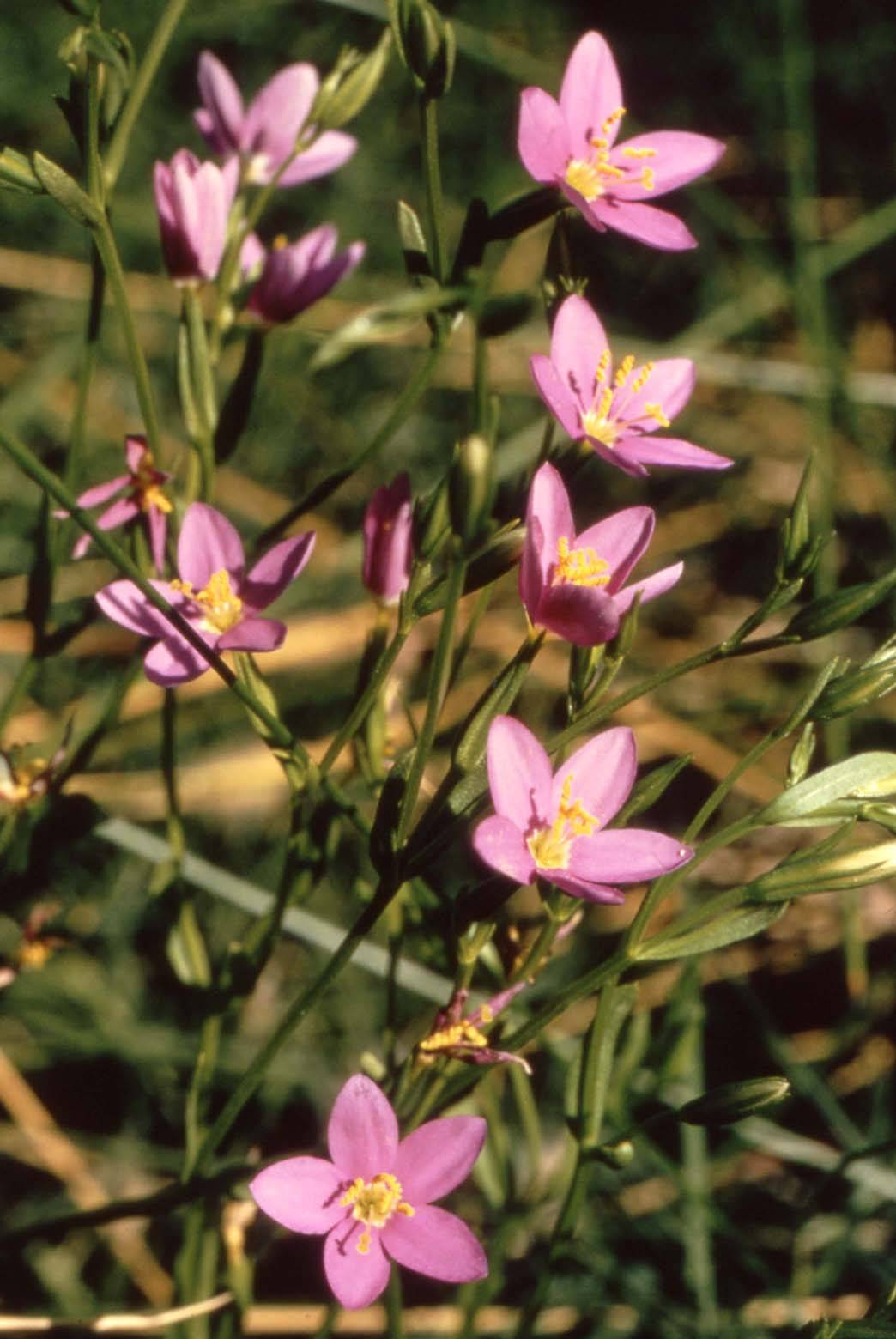
Blütenstand von Centaurium calycosum

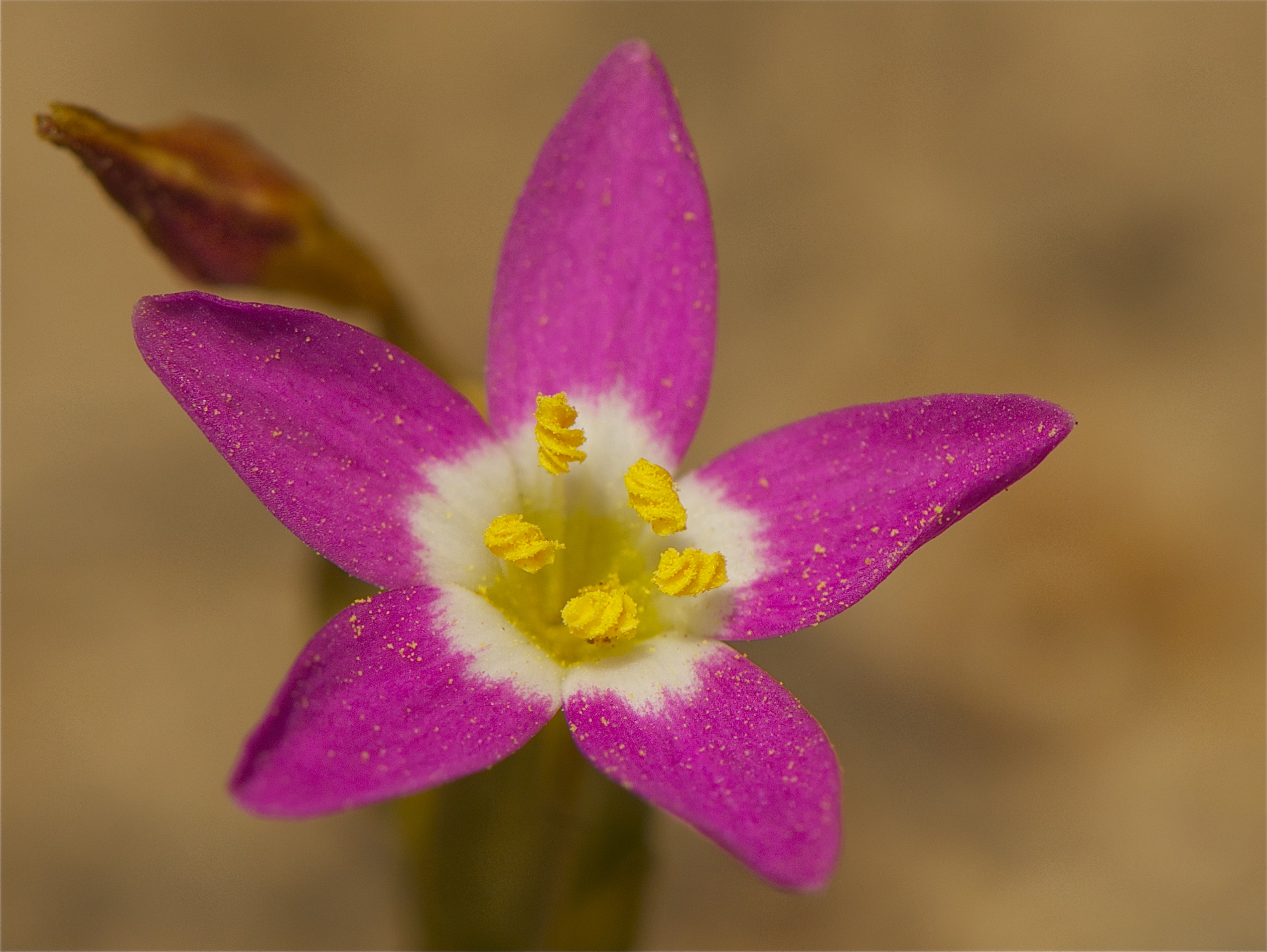
Fünfzählige Blüte von Centaurium davyi

### Erscheinungsbild und Laubblätter
Centaurium-Arten wachsen als ein-, zweijährige bis ausdauernde krautigen Pflanzen. Die undeutlich vierkantigen Stängel sind einfach oder verzweigt und selbständig aufrecht bis niederliegend.
Die Laubblätter sind haltbar oder zur Fruchtreife verwelkend in grundständigen Rosetten und kreuzgegenständig am Stängel verteilt angeordnet. Grundblätter bilden bei den meisten Arten eine Rosette, die ganzrandigen Blätter am hohlen Stängel sind stets kreuzgegenständig.

### Blütenstände und Blüten
In lockeren bis dichten zymösen oder ährigen, manchmal kopfigen Blütenständen stehen die Blüten zusammen; die Verzweigungen sind manchmal pseudodichotom. Es ist oft kein Blütenstiel erkennbar.
Die zwittrigen Blüten sind radiärsymmetrisch und selten vier-, meist fünfzählig mit doppelter Blütenhülle. Die meist fünf gekeilten oder kantigen Kelchblätter sind nur an ihrer Basis eng verwachsen und enden mehr oder weniger spitz. Die meist fünf Kronblätter sind röhrig, stielteller- bis trichterförmig verwachsen. Die Kronlappen sind kürzer als die Kronröhre. Die Farben der Kronblätter reichen von weiß über rosa- und purpurfarben bis blau und gelb. Die vom Schlund der Krone ausgehenden Staubfäden sind dünn und die Antheren anfangs aufrecht, später spiralig gedreht. Der oberständige Fruchtknoten ist ein- bis teilweise zweikammerig. Der linealische Griffel ist im obersten Bereich zweiästig und endet in zwei kopfigen Narben.

### Früchte und Samen
Die länglichen, spindel- oder eiförmigen Kapselfrüchte öffnen sich zweiklappig und enthalten viele Samen. Die winzigen Samen sind rötlich braun-schwarz mit netzartiger, wabenförmiger Oberfläche.

## Vorkommen und Schutz
Das Verbreitungsgebiet der nur noch etwa 20 Arten der Gattung Centaurium s. str. ist hauptsächlich der Mittelmeerraum.
Tausendgüldenkraut-Arten kommen vorwiegend auf sonnigen, feuchten bis frischen Wiesen und Waldlichtungen, aber auch auf Trockenhängen in Mittel- und Südeuropa bis in Höhenlagen von gut 1500 Metern vor. Diese wärmeliebende Pflanzengattung ist in fast ganz Europa heimisch und verbreitet. In Mitteleuropa sind die drei Arten Echtes Tausendgüldenkraut (Centaurium erythraea) mit der Unterart Kopfiges Tausendgüldenkraut (Centaurium capitatum), Strand-Tausendgüldenkraut (Centaurium littorale) sowie Kleines Tausendgüldenkraut (Centaurium pulchellum) heimisch. In Nordamerika sind wenige Arten Neophyten.
In Deutschland stehen alle Tausendgüldenkraut-Arten gemäß Bundesartenschutzverordnung unter Naturschutz beziehungsweise Artenschutz. Wildwachsende Vorkommen dürfen deshalb nicht gepflückt oder beschädigt werden.

## Systematik
Die Erstveröffentlichung des Gattungsnamens Centaurium erfolgte 1756 durch John Hill in The British Herbal, S. 62. Der botanische Name Centaurium leitet sich von den griechischen Centauren, insbesondere vom heilkundigen Cheiron ab. Volksetymologisch wurde die Bezeichnung als centum aurei von den lateinischen Wörtern centum (‚hundert‘) und aurum (‚Gold‘) bzw. aureus (‚golden‘ und ‚Gulden‘) abgeleitet und die Pflanze als „Hundertguldenkraut“ („Pflanze, die 100 Gulden wert ist“) dann zum Tausendgüldenkraut. Ein Synonym für Centaurium Hill ist Erythraea Renealm. ex Borkh.
Die Gattung Centaurium gehört zur Subtribus Chironiinae aus der Tribus Chironieae innerhalb der Familie der Gentianaceae.
Mansion & Struwe 2004 gliederten den Subtribus Chironiinae neu. In Mansion 2004 wurde eine neue Gattung Zeltnera G.Mans. aufgestellt und die beiden Gattungen Gyrandra Griseb. sowie Schenkia Griseb. reaktiviert. Dabei wurden über 20 Arten aus der Gattung Centaurium Hill in diese Gattungen ausgegliedert. Die neue Gattung Zeltnera enthält etwa 25 Arten, die hauptsächlich von Kalifornien bis Mexiko und Texas vorkommen. Die kleine Gattung Gyrandra enthält nur die drei mexikanischen Arten: Gyrandra chironioides, Gyrandra pterocaulis sowie Gyrandra tenuifolia und die zwei Arten Gyrandra brachycalyx sowie Gyrandra pauciflora, die in Zentralamerika weit verbreitet sind. Schenkia enthält fünf Arten: die in Eurasien und Nordafrika weit verbreitete Schenkia spicata (Ähriges Tausendgüldenkraut, Syn.: Centaurium spicatum) und die drei Arten Schenkia australis, Schenkia clementii sowie Schenkia japonica die in Australien und auf Pazifischen Inseln vorkommen, sowie die seltene, gefährdete Schenkia sebaeoides aus Hawaii. Die in der Gattung Centaurium verbleibenden etwa 20 Arten kommen hauptsächlich im Mittelmeerraum vor.

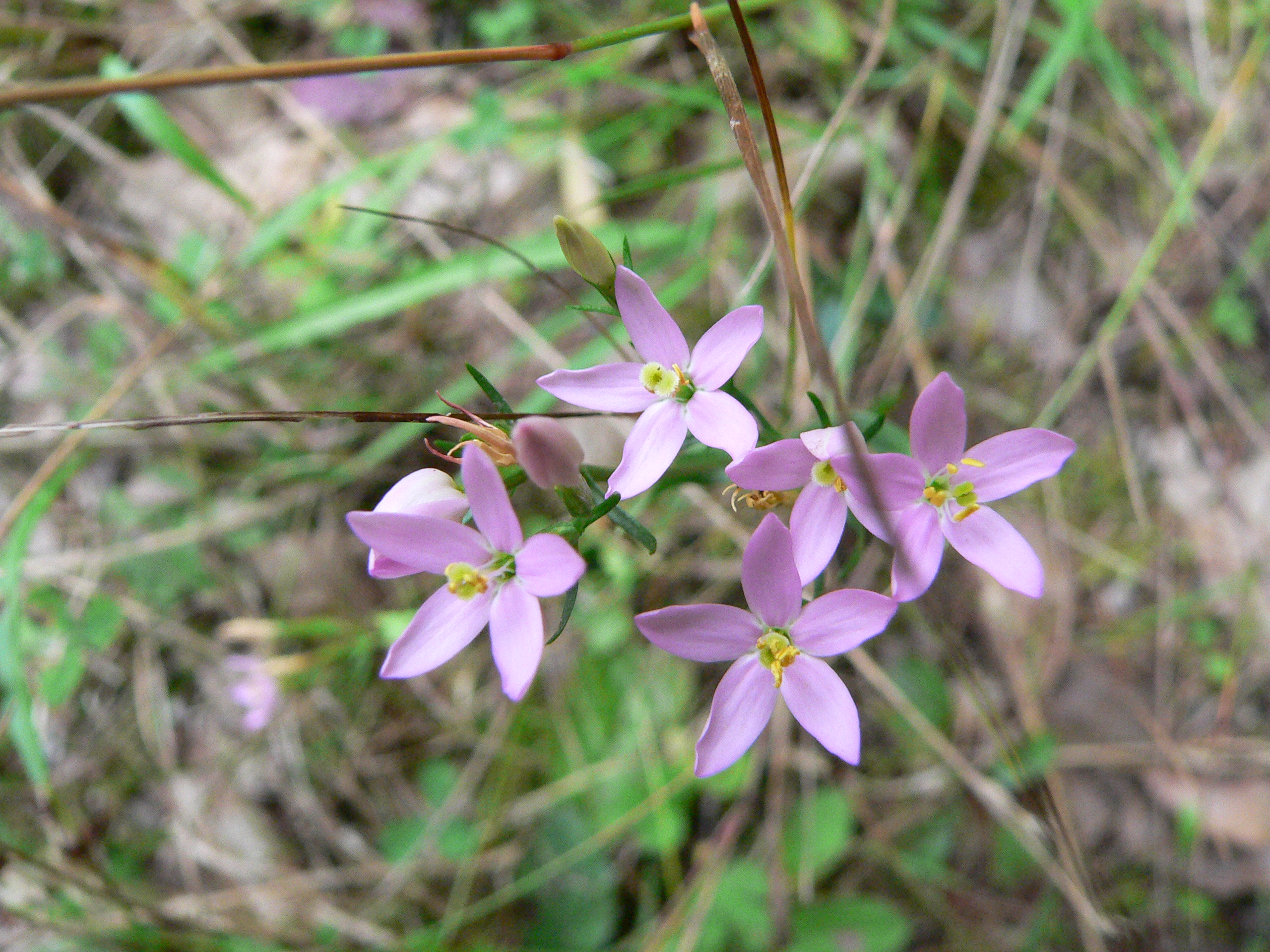
Echtes Tausendgüldenkraut (Centaurium erythraea)

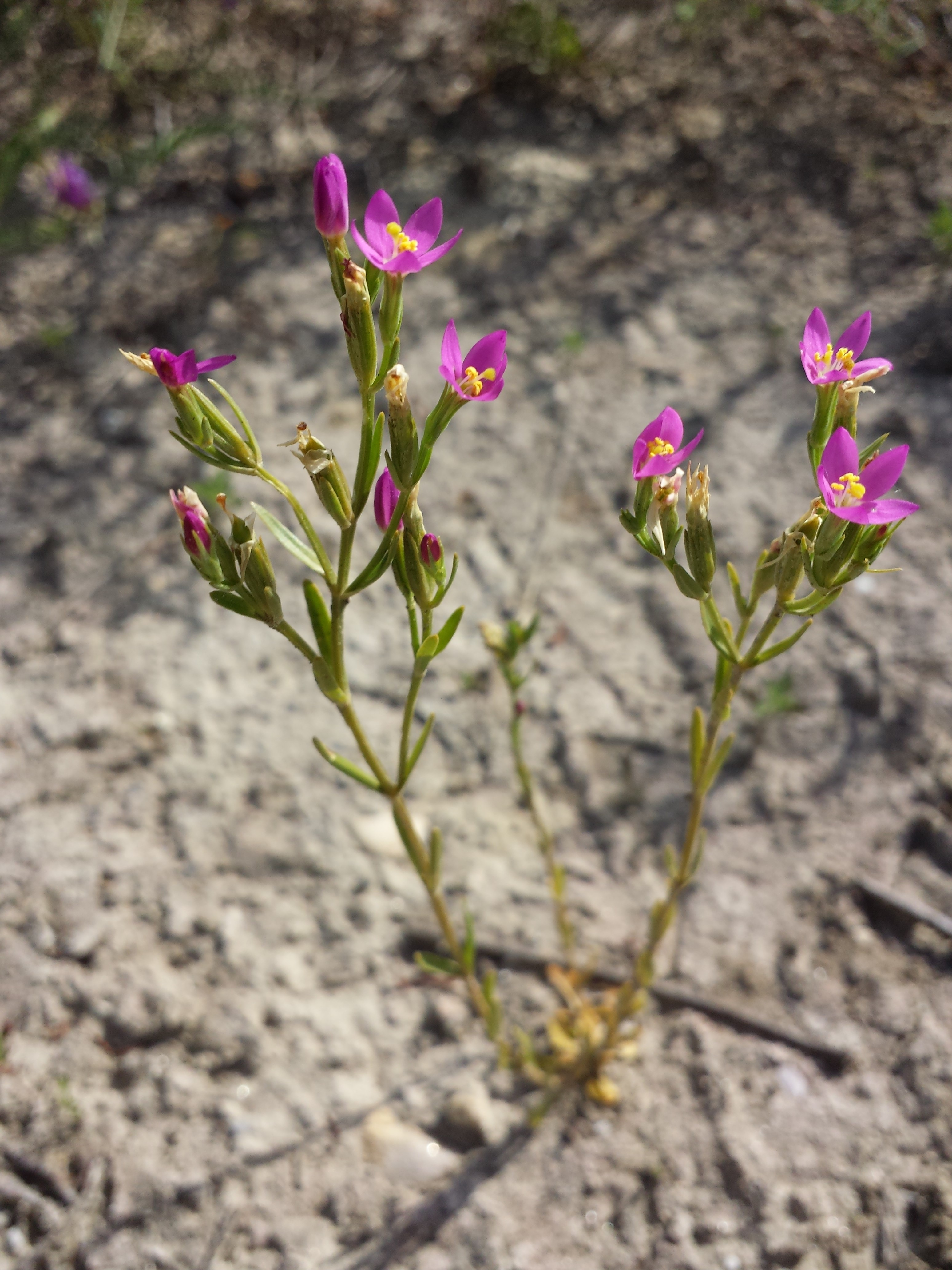
Centaurium littorale subsp. compressum

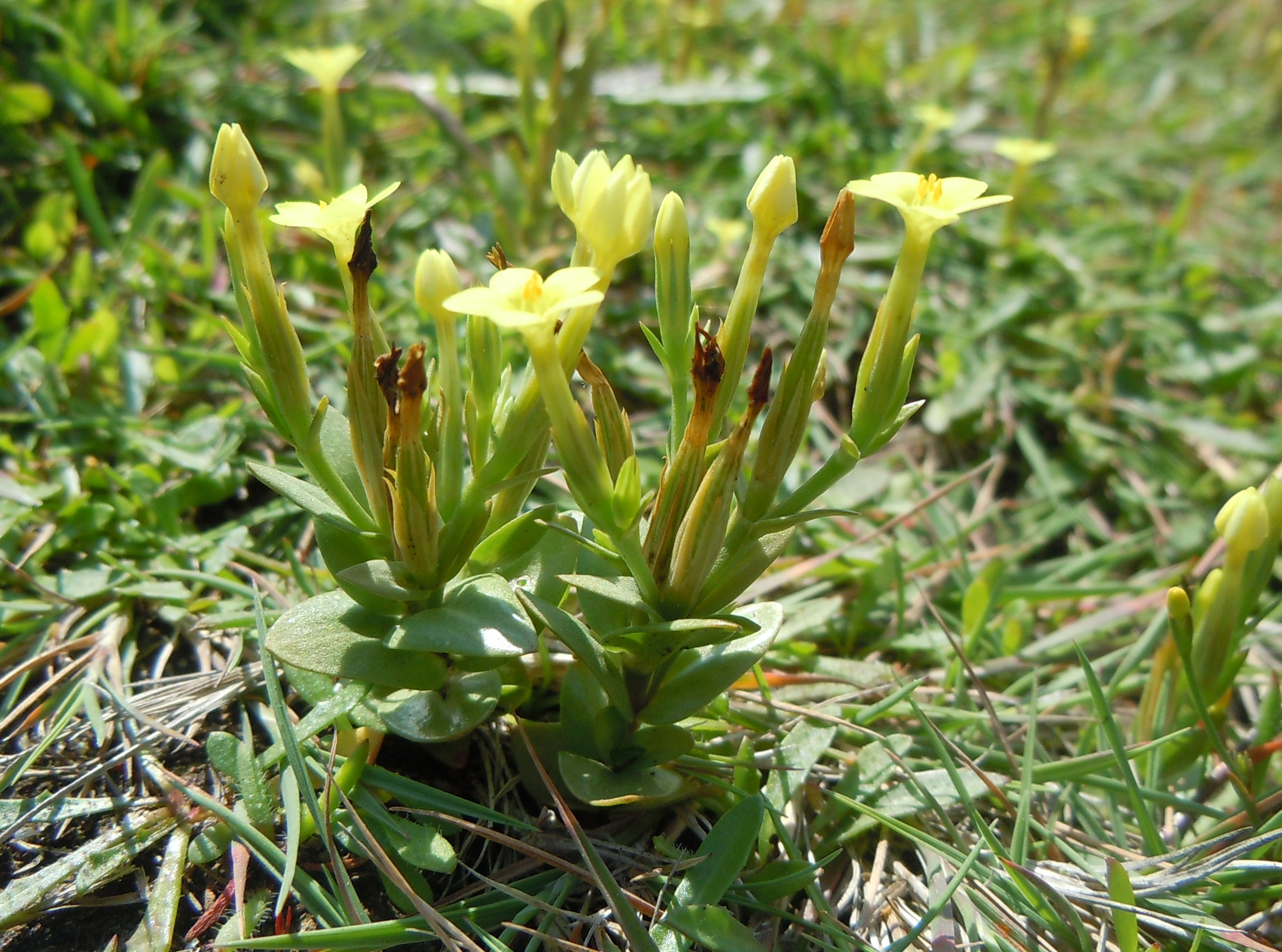
Habitus und Blüten von Centaurium maritimum

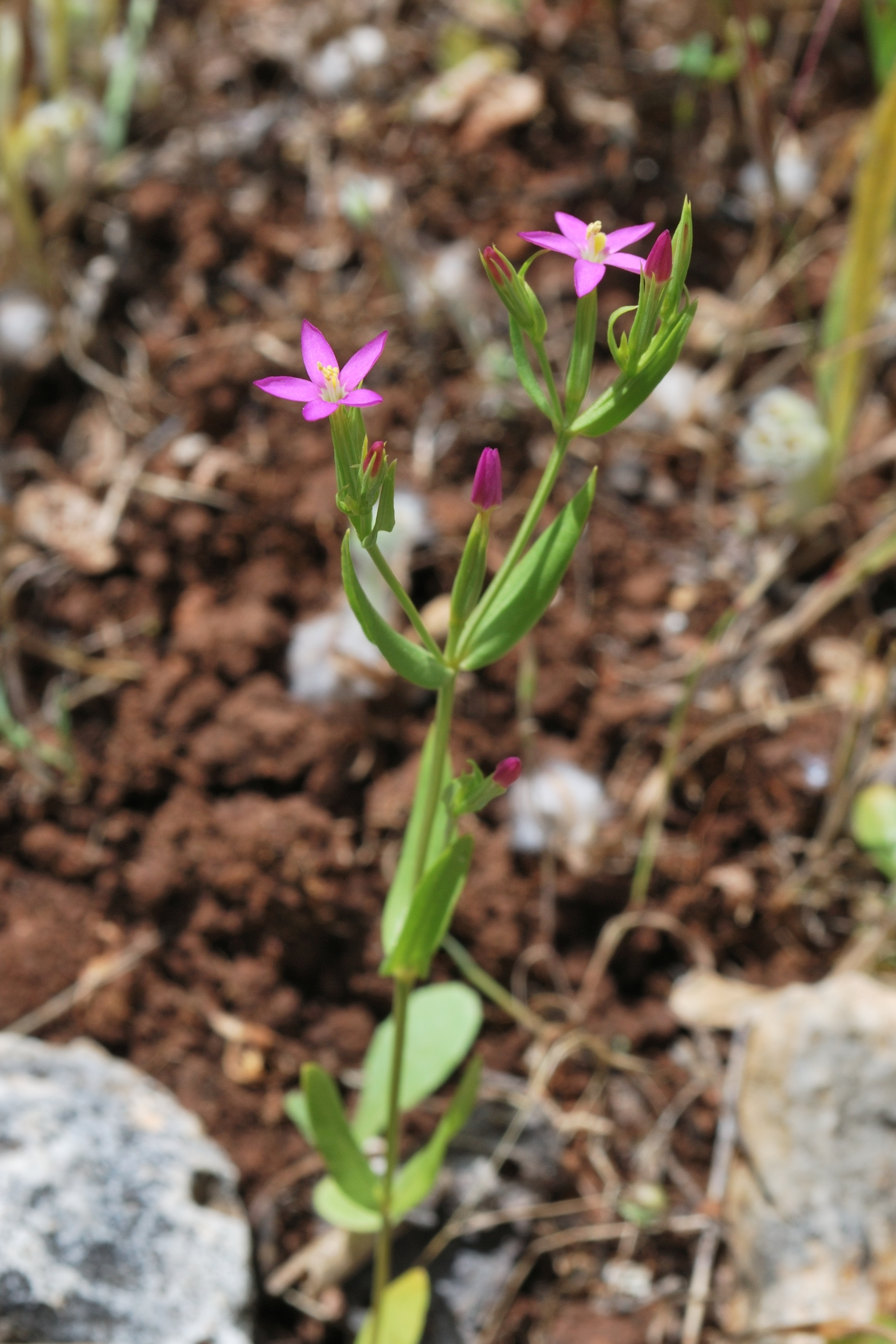
Centaurium tenuiflorum

Die Gattung Centaurium s. str. enthält seit 2004 nur noch etwa 20 (früher bis zu 50) Arten:
- Centaurium anatolicum (C.Koch) Tzvelev: Sie kommt nur in der Ukraine vor.[6]
- Centaurium barrelieri (Léon-Dufour) Font Quer & Rothm.
- Centaurium bianoris (Sennen) Sennen: Sie kommt nur auf den Balearen vor.
- Centaurium calycosum (Buckley) Fernald: Sie kommt in den westlichen und südlichen Vereinigten Staaten und im nördlichen Mexiko vor.[4]
- Centaurium capense Broome: Sie wurde aus Mexiko erstbeschrieben.
- Centaurium centaurioides (Roxb.) R.S.Rao & Hemadri
- Centaurium chloodes (Brot.) Samp.: Sie kommt in Portugal, Spanien und Frankreich vor.[4]
- Centaurium davyi (Jeps.) Abrams: Sie kommt in Kalifornien vor.[4]
- Echtes Tausendgüldenkraut (Centaurium erythraea Rafn, Syn.: Erythraea centaurium L., Centaurium minus auct., Centaurium umbellatum Gilib., Centaurium centaurium auct., Kopfiges Tausendgüldenkraut Centaurium capitatum (Willd.) Borbás, Erythraea capitata Willd. ex Cham.): Es ist in Europa, Kleinasien und Nordafrika weitverbreitet.[6]
- Centaurium exaltatum (Griseb.) W.Wight ex Piper: Sie wurde aus dem nordwestlichen Nordamerika erstbeschrieben.
- Centaurium favargeri Zeltner: Sie kommt in Portugal, Spanien und Frankreich vor.[6]
- Strand-Tausendgüldenkraut (Centaurium littorale (D.Turner) Gilmour, Syn.: Erythraea litoralis Fr., Centaurium vulgare Rafn, Erythraea glomerata Wittr., Erythraea linarifolia (Lam.) C.Beck). Mit zwei Unterarten.[6]
- Centaurium mairei Zeltner
- Centaurium majus (Hoffmgg. & Link) Ronniger: Sie wird auch als Unterart Centaurium erythraea subsp. majus (Hoffmanns. & Link) M.Laínz zu Centaurium erythraea gestellt.[6]
- Centaurium malzacianum Maire: Sie kommt nur auf der Sinai-Halbinsel vor.[6]
- Centaurium maritimum (L.) Fritsch: Sie kommt von den Azoren und Madeira bis ins Mittelmeergebiet, Nordafrika und in die Türkei vor.
- Centaurium microcalyx (Boiss. & Reut.) Ronniger: Sie kommt nur auf der Iberischen Halbinsel vor.[6]
- Kleines Tausendgüldenkraut auch Zierliches Tausendgüldenkraut (Centaurium pulchellum (Sw.) Druce, Syn.: Erythraea pulchella (Sw.) Fr.)
- Centaurium quadrifolium L.: Sie kommt nur in Spanien und auf Mallorca vor.[6]
- Centaurium rigualii Esteve: Sie kommt nur in Spanien vor.[6]
- Meerzwiebelartiges Tausendgüldenkraut (Centaurium scilloides (L. f.) Samp.): Es kommt von den Azoren, Portugal, Spanien und Frankreich bis Großbritannien vor.[6]
- Centaurium serpentinicola A.Carlström: Sie kommt nur in der Türkei vor.[6]
- Centaurium somedanum M.Laínz (Centaurium chloodes subsp. somedanum (M.Laínz) C.M.Romero): Sie kommt nur in Spanien vor.[6]
- Ähriges Tausendgüldenkraut (Centaurium spicatum (L.) Fritsch)
- Centaurium subspicatum (Velen.) Ronniger: Sie kommt in Bulgarien, auf Kreta und in der Türkei vor.[6]
- Centaurium suffruticosum (Griseb.) Ronniger: Sie wird auch als Unterart Centaurium erythraea subsp. suffruticosum (Griseb.) Greuter zu Centaurium erythraea gestellt.[6]
- Centaurium tenuiflorum (Hoffmgg. & Link) Fritsch: Sie kommt ursprünglich auf den Azoren, auf Madeira, in Nordafrika, in Südeuropa, in Großbritannien, in der Ukraine, in Westasien und in Pakistan vor und ist in Nordamerika, in Australien, Neuseeland und auf den Kanaren ein Neophyt.[4] Man kann zwei Unterarten unterscheiden.[6]
- Centaurium tenuifolium (M.Martens & Galeotti) B.L.Rob.
- Centaurium triphyllum (W.L.E.Schmidt) Melderis (Syn.: Erythraea triphylla W.L.E.Schmidt, Centaurium gypsicola (Boiss. & Reut.) Ronniger, Erythraea gypsicola Boiss. & Reut.): Sie kommt in Spanien vor.[6]
- Centaurium turcicum (Velen.) Ronniger: Sie wird auch als Unterart Centaurium erythraea subsp. turcicum (Velen.) Melderis zu Centaurium erythraea gestellt.[6]

## Nutzung
In Nordamerika wird das europäische Echte Tausendgüldenkraut als Arzneipflanze angebaut und ist dort zum Teil bereits als Neophyt eingebürgert. In Nordafrika und Südosteuropa werden Wildbestände geerntet. Das Kraut enthält neben mehreren Bitterstoffen auch Glykoside, Flavonoide, ätherische Öle, Valeriansäure und Xanthone. Es ist Bestandteil mancher Rezepturen von Pastis.
In der Volks- und Naturheilkunde findet Centaurium dank des enthaltenen Erythrocentaurins als klassische Bitterdroge und daher als appetitanregendes Magenmittel ähnlich verschiedenen Enzian-Arten Verwendung, früher auch als Antihelminthikum und Brechmittel. Genutzt werden dazu in der Regel die getrockneten, oberirdischen Pflanzenteile.
Das Echte Tausendgüldenkraut wurde 2004 in Deutschland zur Heilpflanze des Jahres gekürt.

## Sonstiges
Ein kurzes Gedicht über ein Tausendgüldenkraut schrieb der deutsche Dichter Friedrich Rückert. Im Lyrikband Heiteres Herbarium von Karl Heinrich Waggerl findet sich ein Gedicht gleichen Namens.
Am 3. Juli 2014 gab die Deutsche Post AG in der Briefmarkenserie Blumen ein Postwertzeichen im Wert von 28 Eurocent mit dem Motiv des Tausendgüldenkrauts heraus. Der Entwurf stammt aus dem Designbüro Klein und Neumann KommunikationsDesign.